# Sperrstelle Mülenen

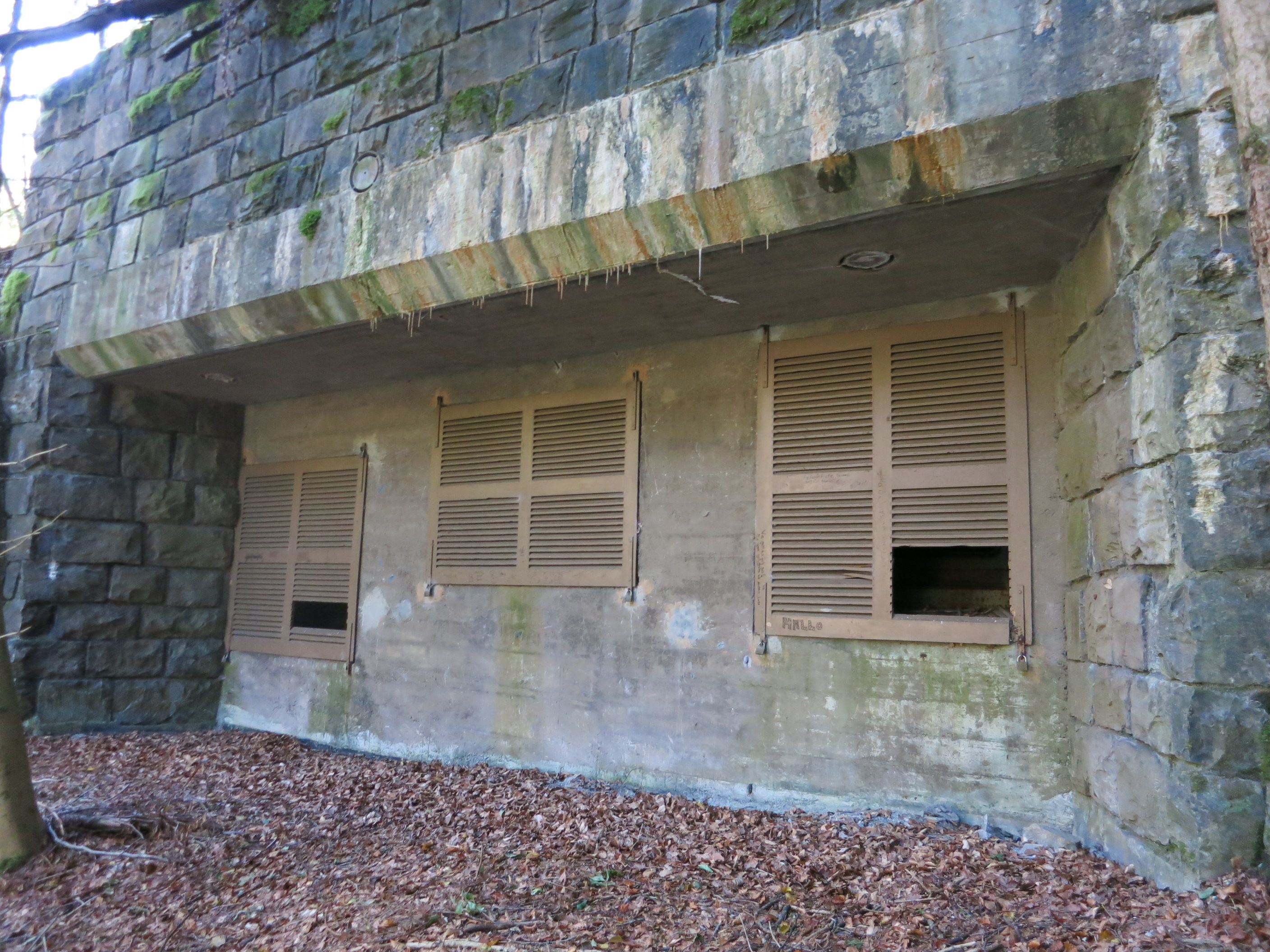
Infanteriewerk Suldschlucht A 1975

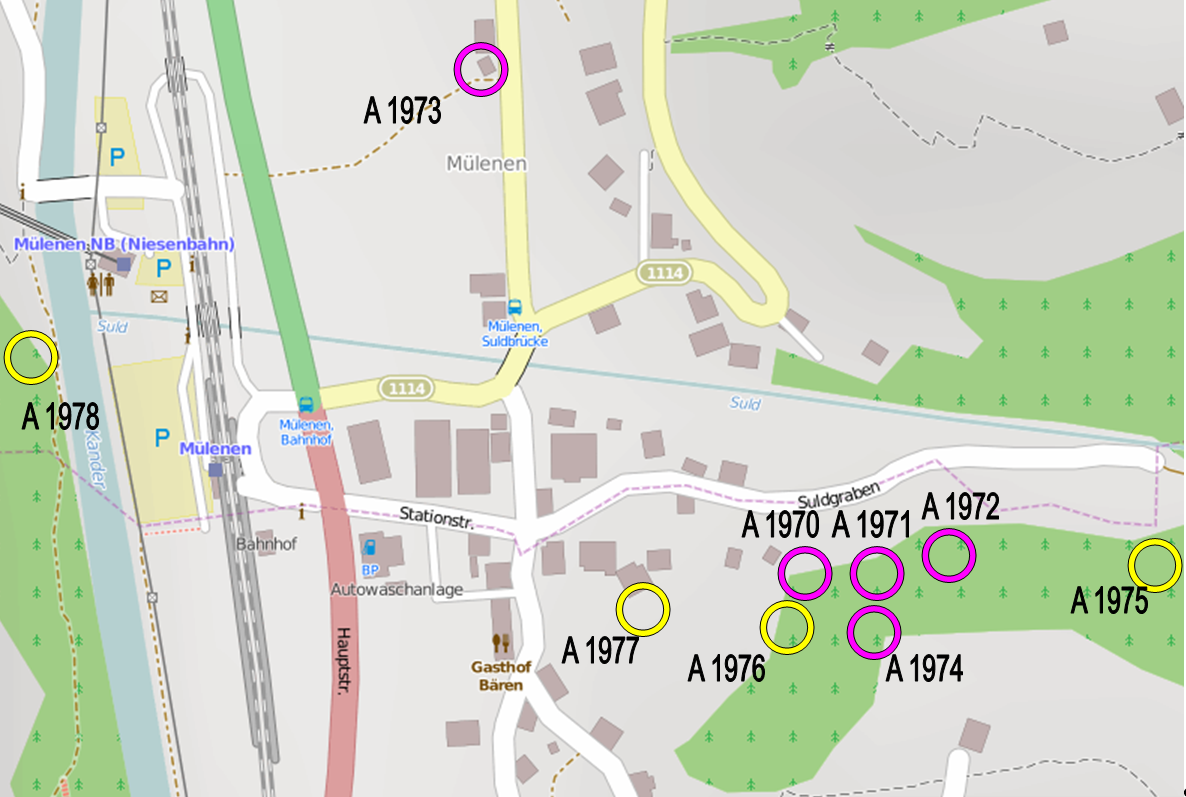
Sperrstelle Mülenen: gelb = Infanterie, pink = Artillerie

Die Sperrstelle Mülenen (Armeebezeichnung Nr. 2141) war eine Verteidigungsstellung der Schweizer Armee. Sie befindet sich in der Ortschaft Mülenen an der Lötschberglinie im Kandertal im Berner Oberland. Die Sperre wurde 1941/42 gebaut und gehörte zum Einsatzraum der 3. Division und ab 1947 der Reduitbrigade 21.
Sie gilt als militärhistorisches Denkmal von regionaler Bedeutung.

## Geschichte

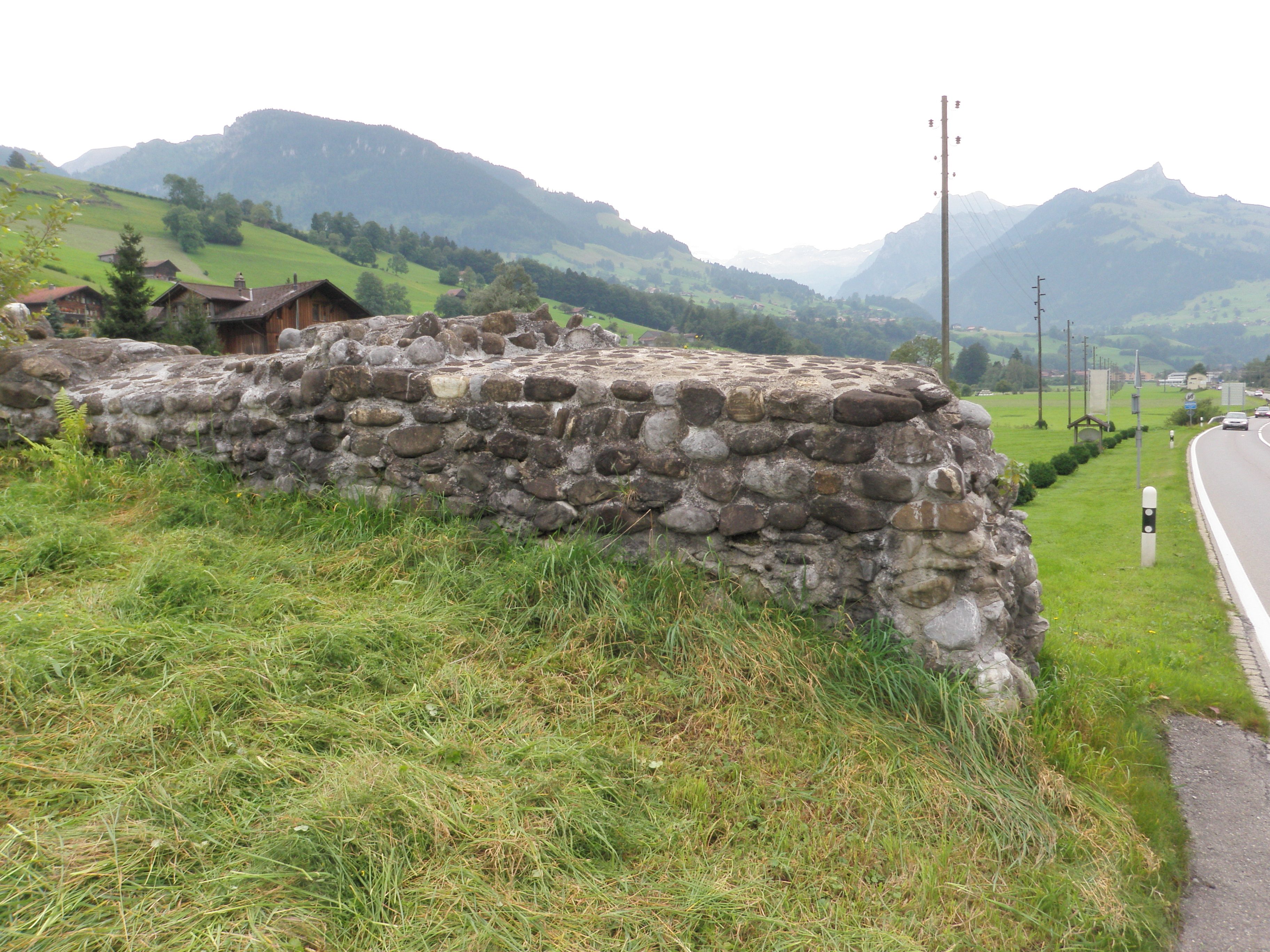
Mittelalterliche Letzi

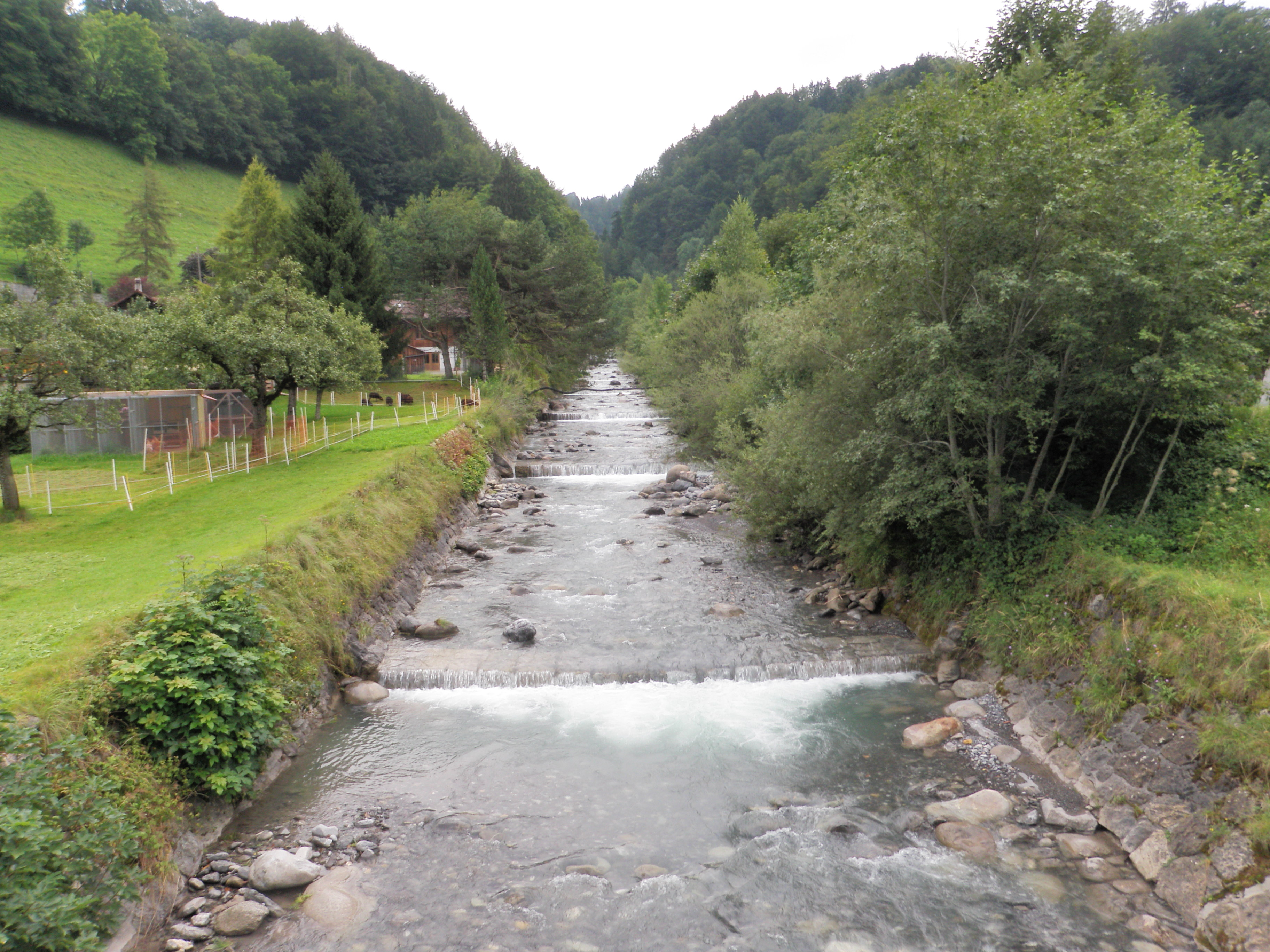
Suldbach als ausgemauerter Tankgraben

Im 13. Jahrhundert wurde der Zugang zum Kandertal mit einer Burg und einer Letzimauer befestigt.
Der Anstoss zum Bau des Werks gab die von General Guisan befohlene neue Armeestellung im Reduit (Operationsbefehle Nr. 11, 12, 13). Die  3. Division (Berner Division) wurde von der Limmatstellung abgezogen und dislozierte vom Fricktal in den neuen Einsatzraum beidseits des Thunersees.
Die Sperrstelle Mülenen diente als dritte Linie zur Sperrung des Kandertals und der Lötschberglinie. Hinter der Sperre lagen wichtige Versorgungseinrichtungen der Schweizer Armee wie die Armeeapotheke in Kandersteg, Munitions- und Lebensmittellager,  der Kriegskommandoposten der 3. Division in Kien, der Kommandoposten des 1. Armeekorps und ab 1947 der Reduitbrigade 21 in Frutigen.
Das Geländepanzerhindernis (GPH) bestand aus einer sechsreihigen Höckersperre, aus Strassenbarrikaden, Mauern und vorbereiteten Sprengungen respektive Überflutungen.
Der 1867 begradigte Suldbach wurde als Panzerhindernis zu einer Betonwanne von 14,5 Metern Breite und 3,5 Metern Tiefe ausgebaut. Feindseitig lagen Infanteriehindernisse, Minen und Sprengfallen. Am Uferstreifen taleinwärts wurde eine sechsreihige Höckersperre (Tobleronepyramiden) und Stacheldrahthindernisse errichtet, deren Durchgänge für den örtlichen Verkehr mit Eisenbahnschienenstücken (Steckbarrikaden) in einbetonierten Halterungen verbarrikadiert werden konnten.
Zur Unterbrechung der Lötschbergbahn durch sofortige Zerstörung der Geleise waren in Mülenen Sprengkammern vorbereitet und durch ein Mineurdetachement der Sperrtruppen geladen worden. Der Durchgang unter der Bahnlinie wäre mit einer lokalen Überflutung gesperrt worden. Die Sperrstelle Blausee-Mitholz (Armeebezeichnung Nr. 2145) im Raum Mitholz umfasste mehrere Sprengobjekte, um die BLS-Bahnlinie nach Kandersteg und durch den Lötschberg nachhaltig zu unterbrechen.
Das Geländepanzerhindernis wurde durch das Infanteriewerk Suldschlucht (Armeebezeichnung A 1975), dem Infanteriebunker Niesen/Kander als Gegenwerk (A 1978), dem Infanteriebunker Bergfuss (A 1976) und dem zentralen Infanteriebunker Ruine (A 1977) auf dem ehemaligen Burghügel (heute in Chalet-Neubau integriert) geschützt. Das Infanteriewerk war ein Felsenwerk mit einer 7,5 cm Bunkerkanone, 2 Maschinengewehren und einer Infanteriekanone bewaffnet und hatte Platz für einen Zug Besatzer. Der Infanteriebunker Kander/Niesen war mit Infanterie- und Panzerabwehrkanone bewaffnet und hatte hinter dem Kampfstand eine Halbzugunterkunft. Seine Waffen waren auf die Höckersperre und die Schartenfront des Infanteriewerks Suldschlucht gerichtet.
- Infanteriewerk Suldschlucht A 1975 ⊙[5]
- Infanteriebunker Bergfuss A 1976 ⊙
- Infanteriebunker Ruine A 1977 ⊙
- Infanteriebunker Kander/Niesen A 1978 ⊙

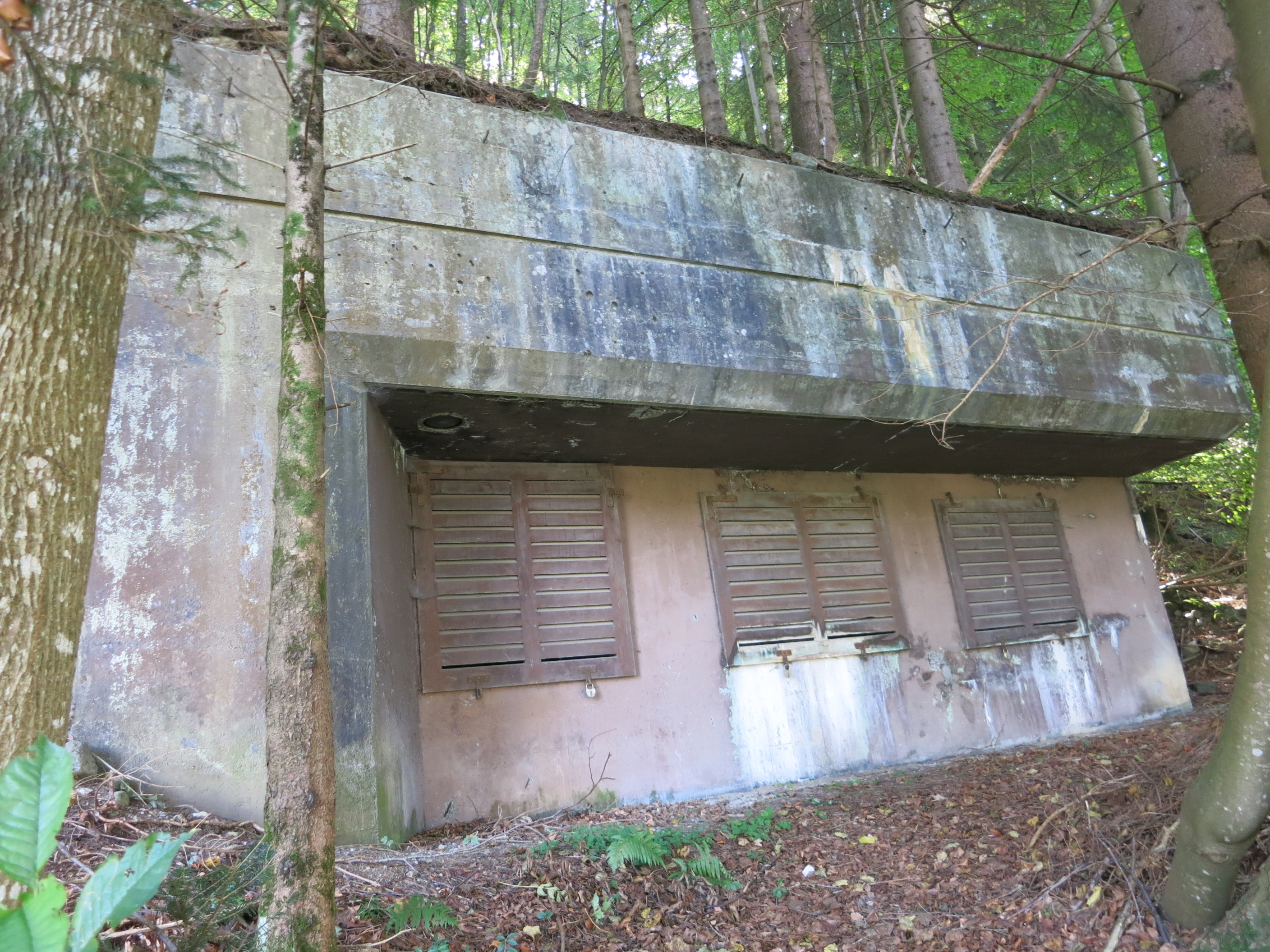
Infanteriebunker Bergfuss A 1976
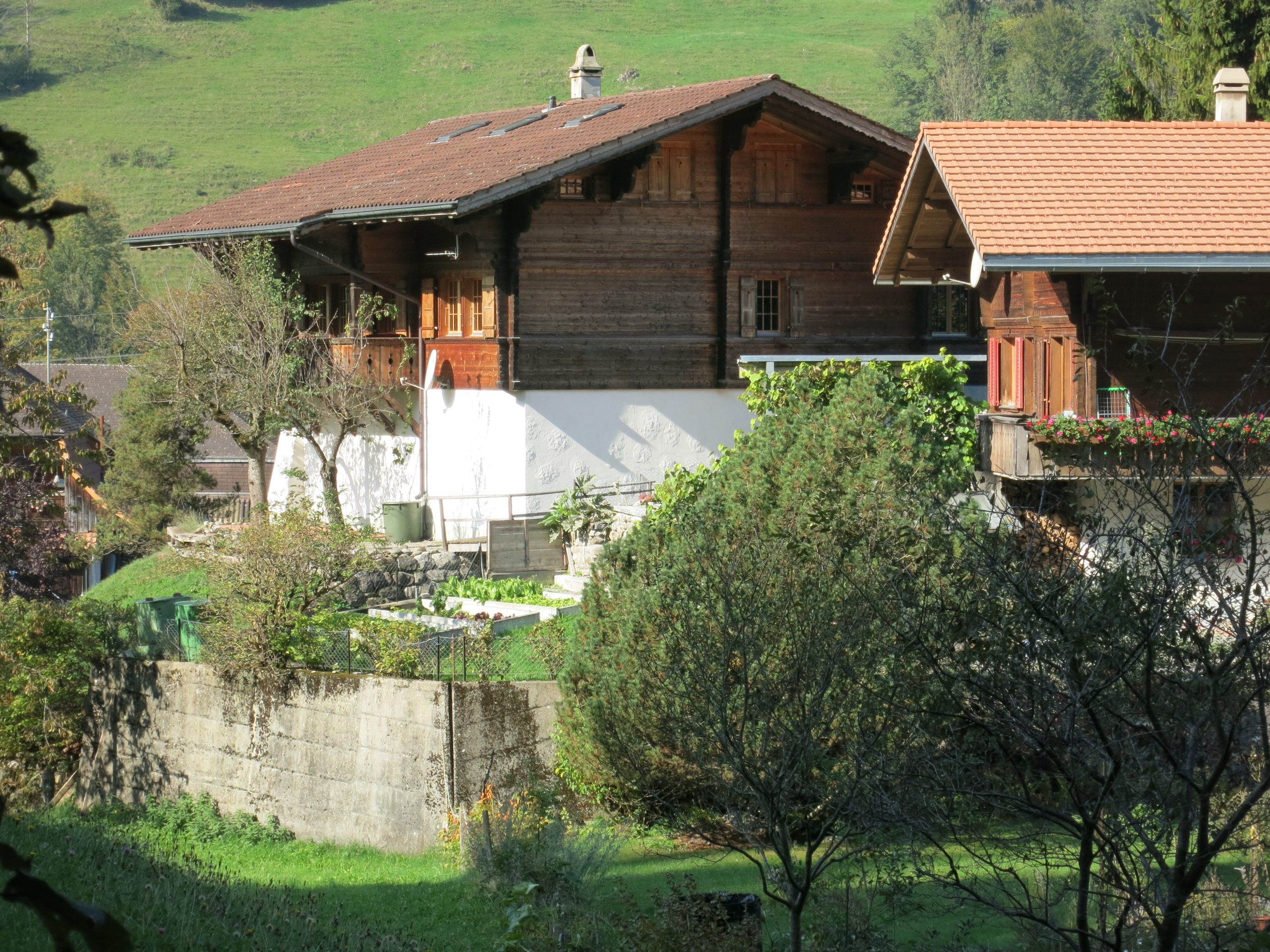
Infanteriebunker Ruine A 1977
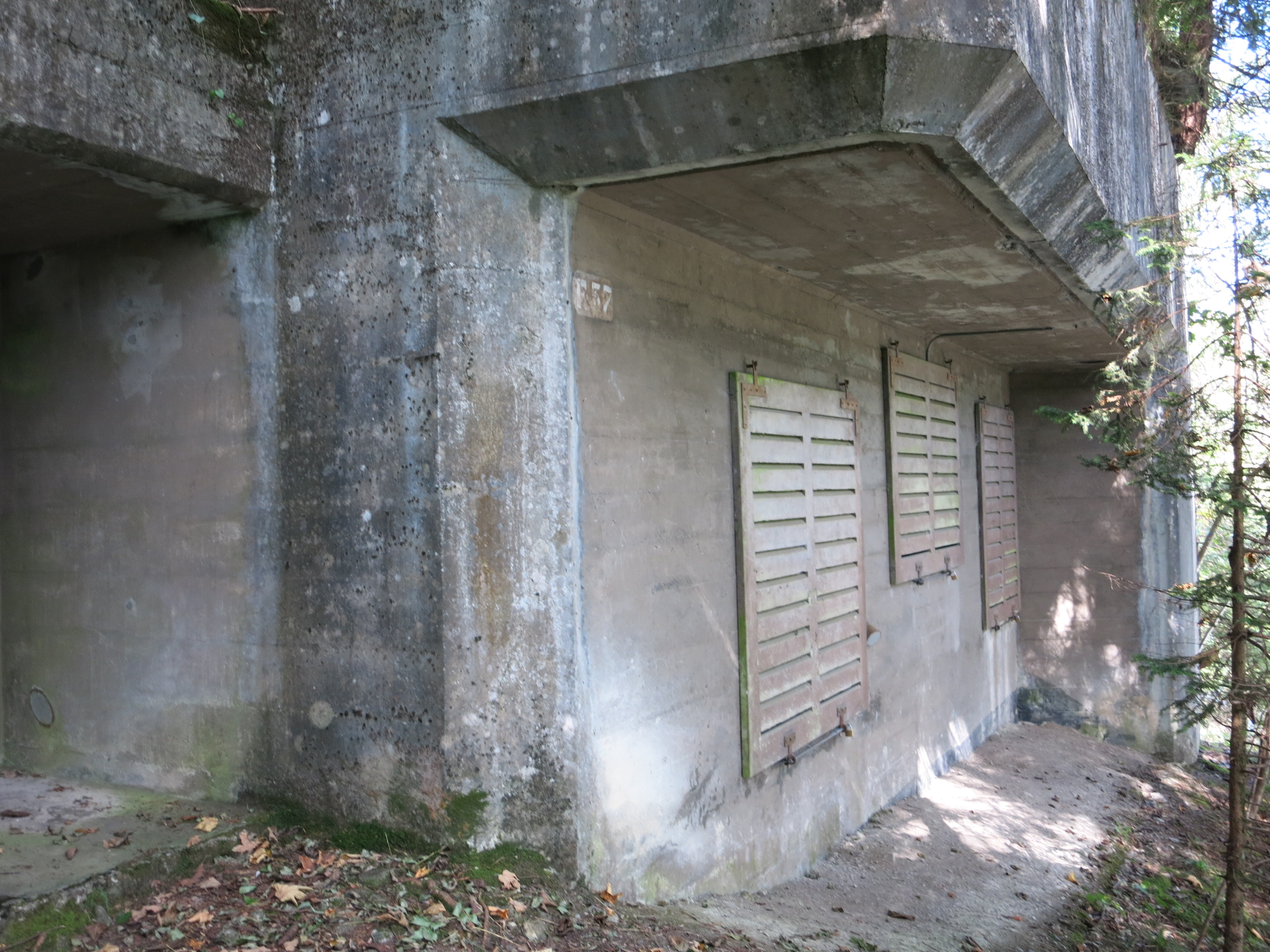
Infanteriebunker Kander/Niesen A 1978

## Artilleriestellung Mülenen
Die Artilleriestellung Mülenen (Armeebezeichnung «Mühle» A 1970–1972/«Mühle AG»  A 1973) befindet sich am Waldrand in der Schützenweid, unmittelbar bei der Sperrstelle Mülenen.
Die Stellung gehörte zum Einsatzraum der 3. Division und ab 1947 der Reduitbrigade 21. Die Stellung wurde 1942 der Truppe übergeben und ab 1947 nicht mehr benutzt.
Die 3. Division bildete mit Befehl vom März 1941 die Divisionsartilleriegruppen (Div Art Gr) I am rechten und II am linken Thunerseeufer. Die Feuerstellungen der Divisionsartilleriegruppe II lagen im Raum Faulensee-Krattigen-Reichenbach-Aeschi-Hondrich. Der Kommandoposten Heinrich (KP Heinrich) war die zentrale Feuerkoordinations-/Feuerleitstelle mit Kommando- und Beobachtungsposten für die Artilleriewerke rund um den Thunersee.
1941 wurde das Kreditbegehren für die Artilleriestellung «Mühle» von der 3. Division genehmigt. Bei der Sperrstelle Mülenen wurden betonierte Stellungen für eine mobile 10,5-cm-Batterie als weitreichende Artillerieunterstützung   gebaut.  Unmittelbar am Waldrand hinter dem als Tanksperre ausbetonierten Suldbach wurden drei leichte Unterstände als Artillerieschilde (A 1970–1972) und vor der Sperre ein als Scheune getarnter Bunker für das Richt-/Leit-/Arbeitsgeschütz (A 1973, heute privat genutzt und umgebaut). Die Geschütze konnten von hinten durch die Holztore eingefahren werden. Dazu wurde im Hang hinter den Schildern eine Unterstandskaverne (A 1974) für Mannschaft und Munition gebaut.
Die Armierung bestand aus vier mobilen 10,5 cm Kanonen 35 auf Feldlafetten, davon eine als Leitgeschütz.
Der zur Batterie gehörende Beobachtungsposten lag am Niesenhang (Huttenweid, Punkt 1156). Die Anlage wurde ab 1941 von der Schweren Motorkanonenbatterie (Sch Mot Kan Bttr) 105 der Schweren Motorkanonenabteilung 3 betrieben. Ab 1947 wurde die Artilleriestellung nicht mehr benutzt.
- Splitterschutzschild Artillerie A 1970 ⊙
- Splitterschutzschild Artillerie A 1971 ⊙
- Splitterschutzschild Artillerie A 1972 ⊙
- Artilleriebunker «Milchpintli» A 1973, Arbeitsgeschütz ⊙
- Munitionsunterstand/Kaverne A 1974 ⊙
- Beobachtungsposten der Batterie, nicht oder nur feldmässig realisiert ⊙

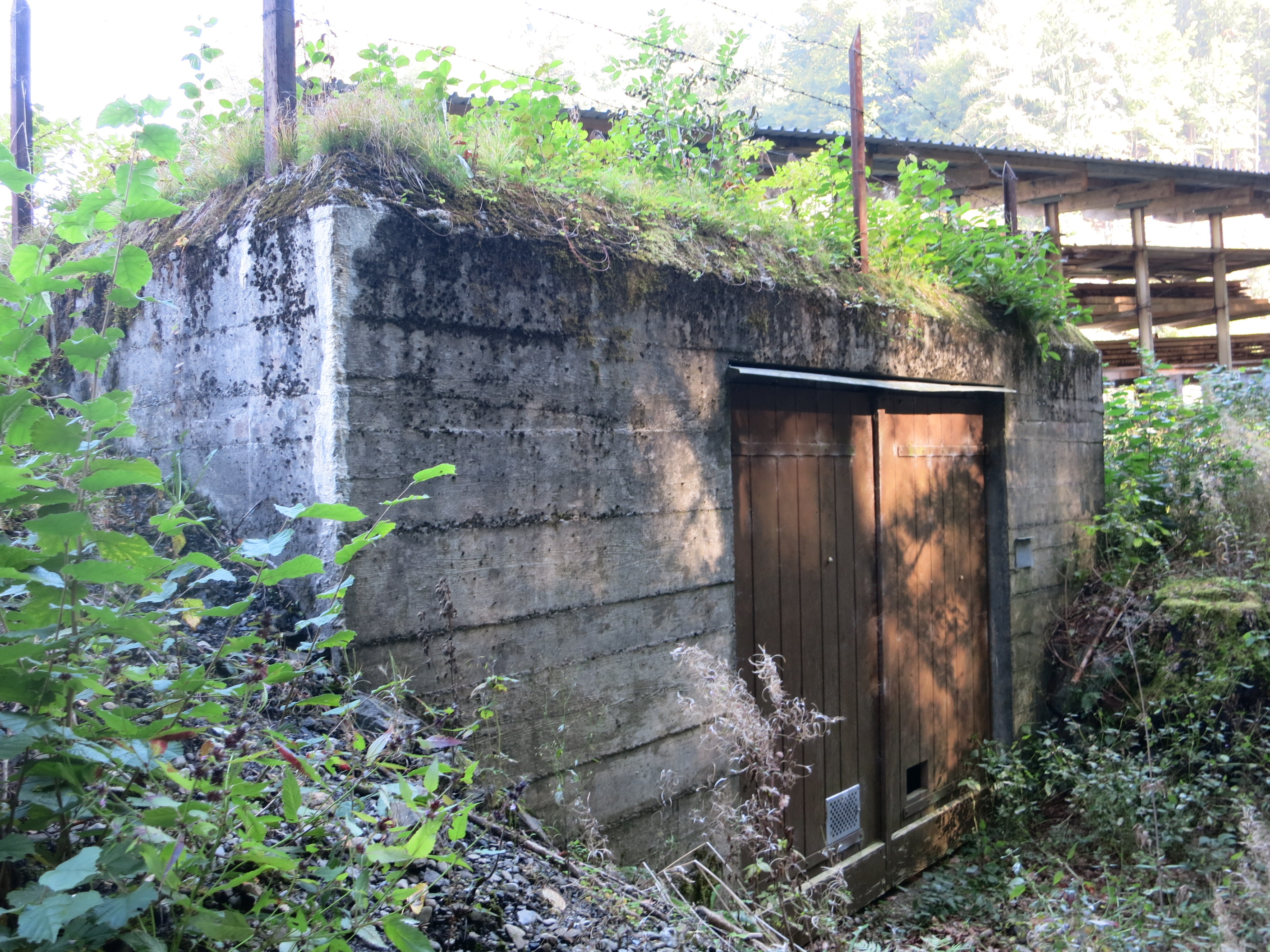
Artillerieschild A 1970
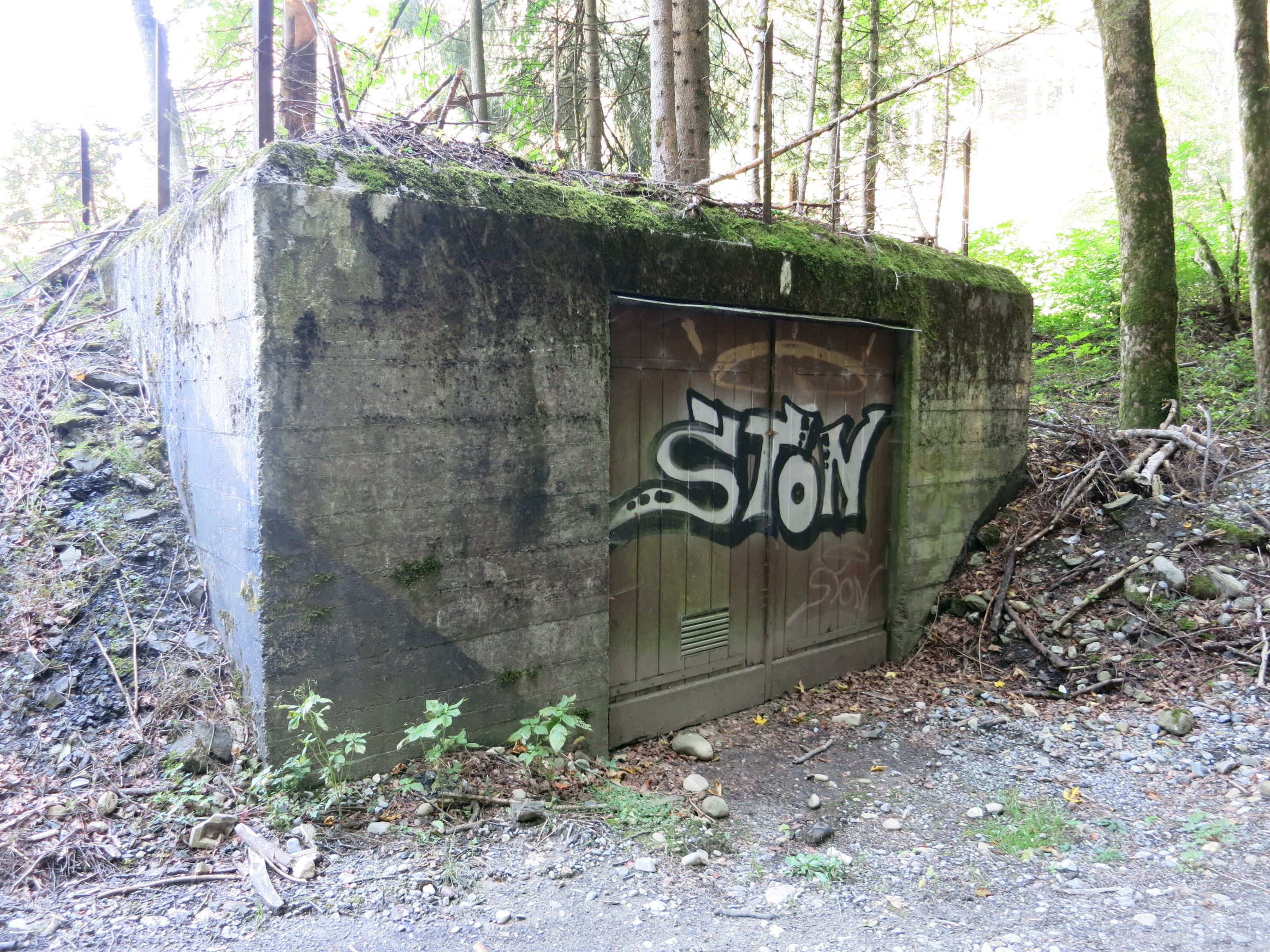
Artillerieschild A 1971
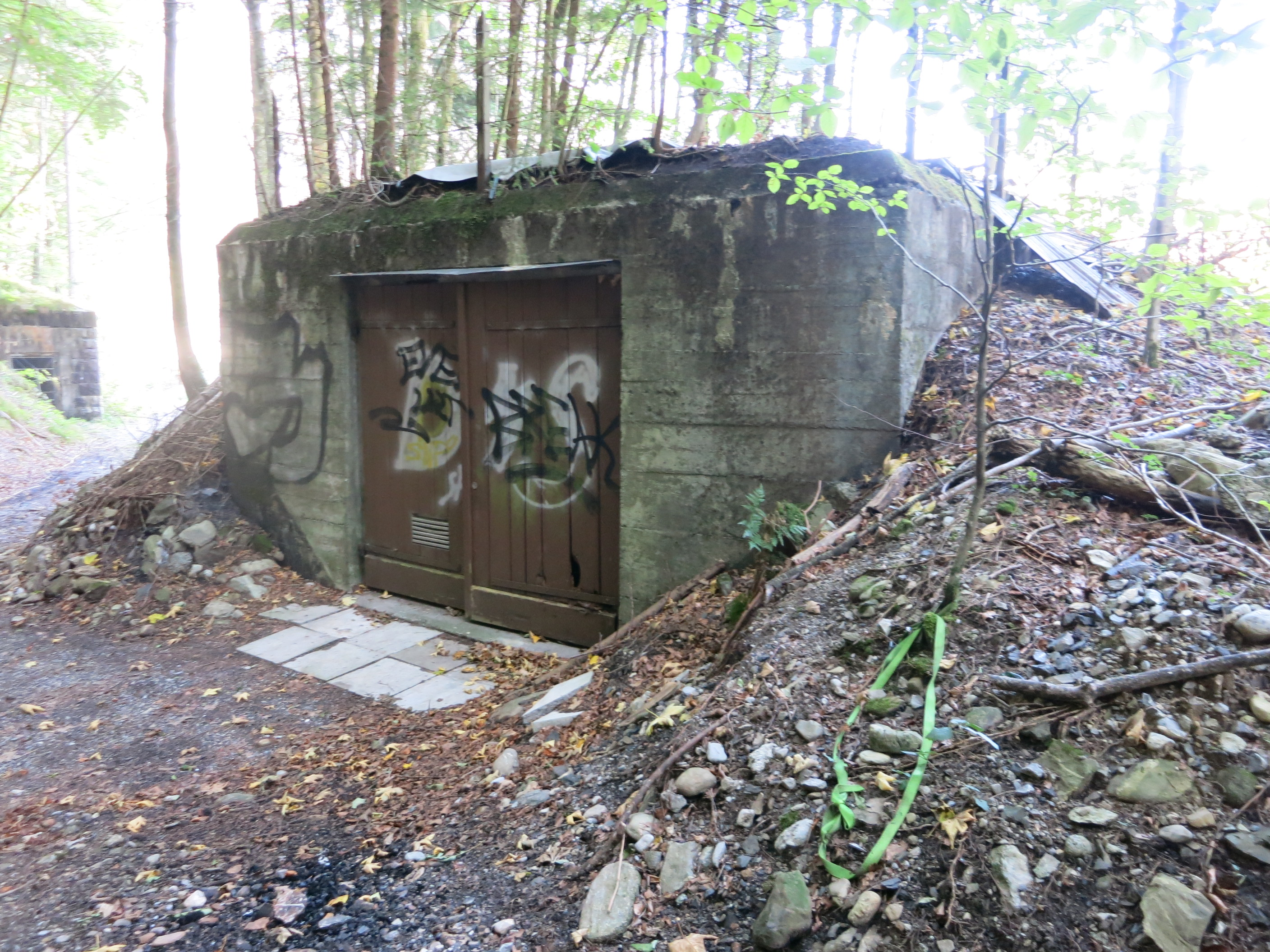
Artillerieschild A 1972
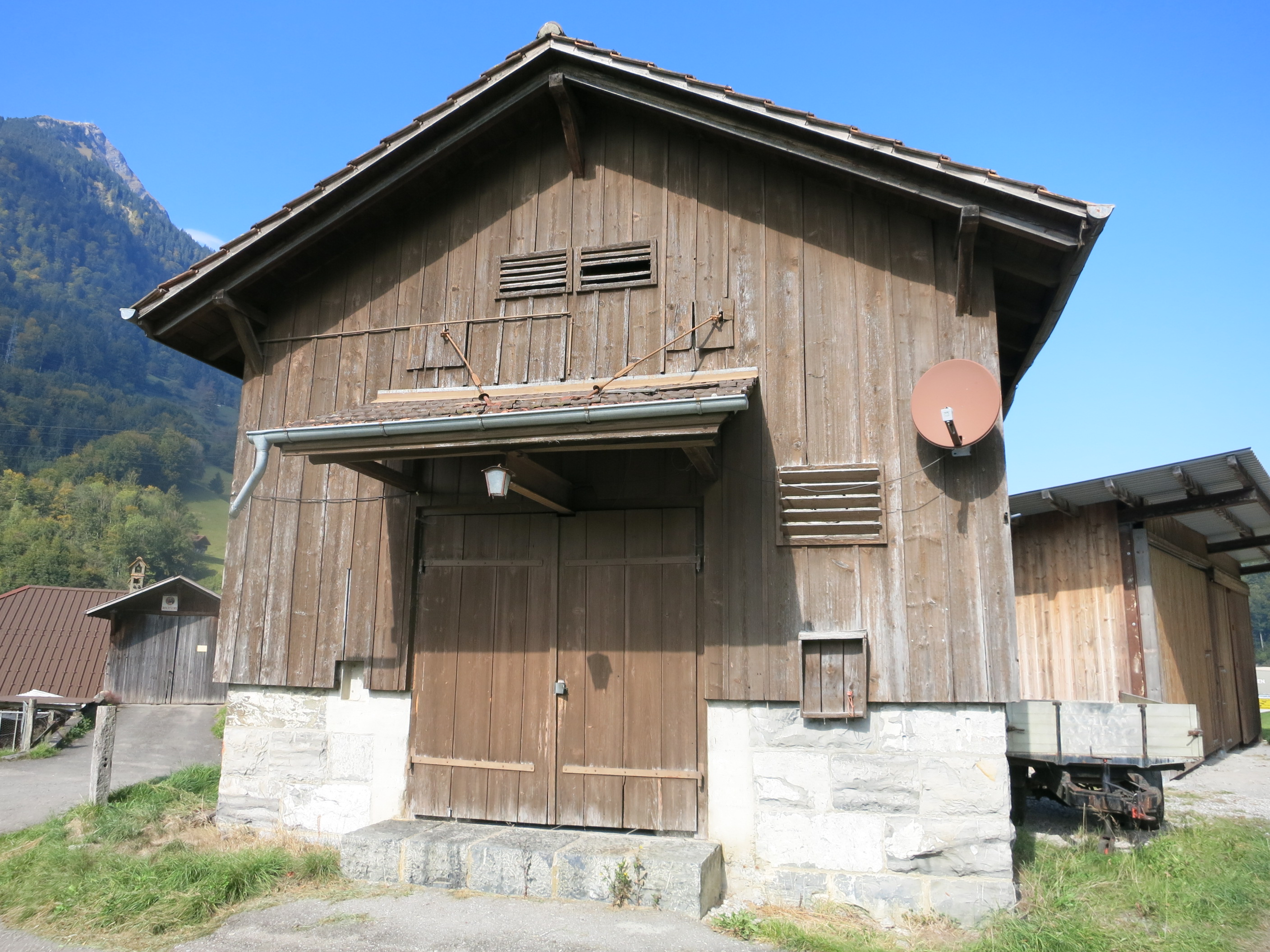
Artillerieschild «Milchpintli» A 1973
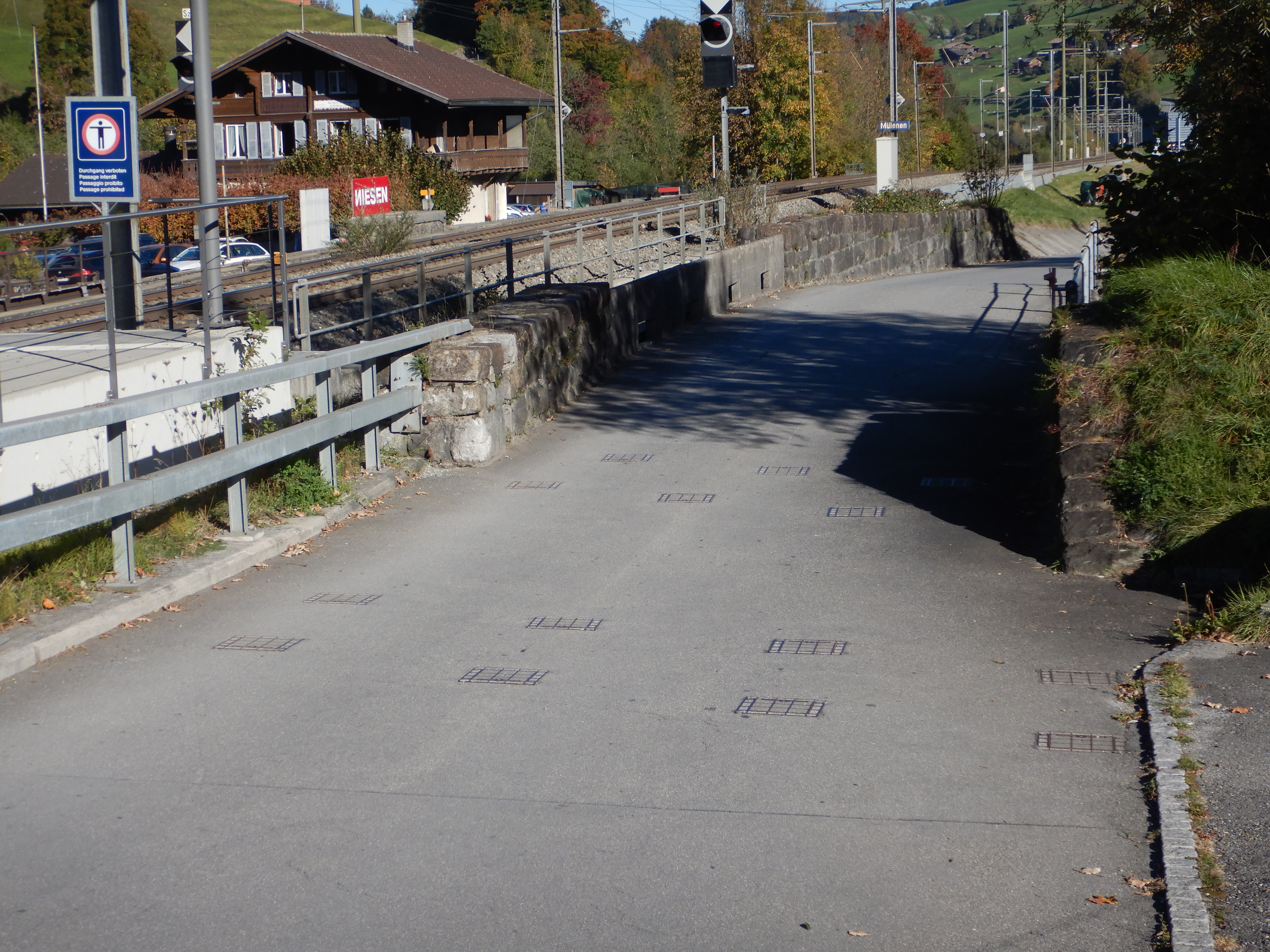
Steckbarrikade beim Bahnhof

- Munitionsmagazin B 0844 ⊙
- Munitionsmagazin B 0847 ⊙
- Munitionsmagazin B 0846 ⊙
- Munitionsmagazin B 0848 ⊙
- Nomadenhaus B 8585 ⊙
- Untertag-Munitionsmagazin AXXXX ⊙

Die drei Artillerieschilde (A 1970, 1971, 1972), vier Munitionslagergebäude im Suldgraben und das Barrikadendepot «Nomadenhaus» will die Schweizer Armee (armasuisse) abbrechen (November 2015), womit ein weiteres Stück Reduit verschwinden wird.

## Artilleriestellung Heustrich

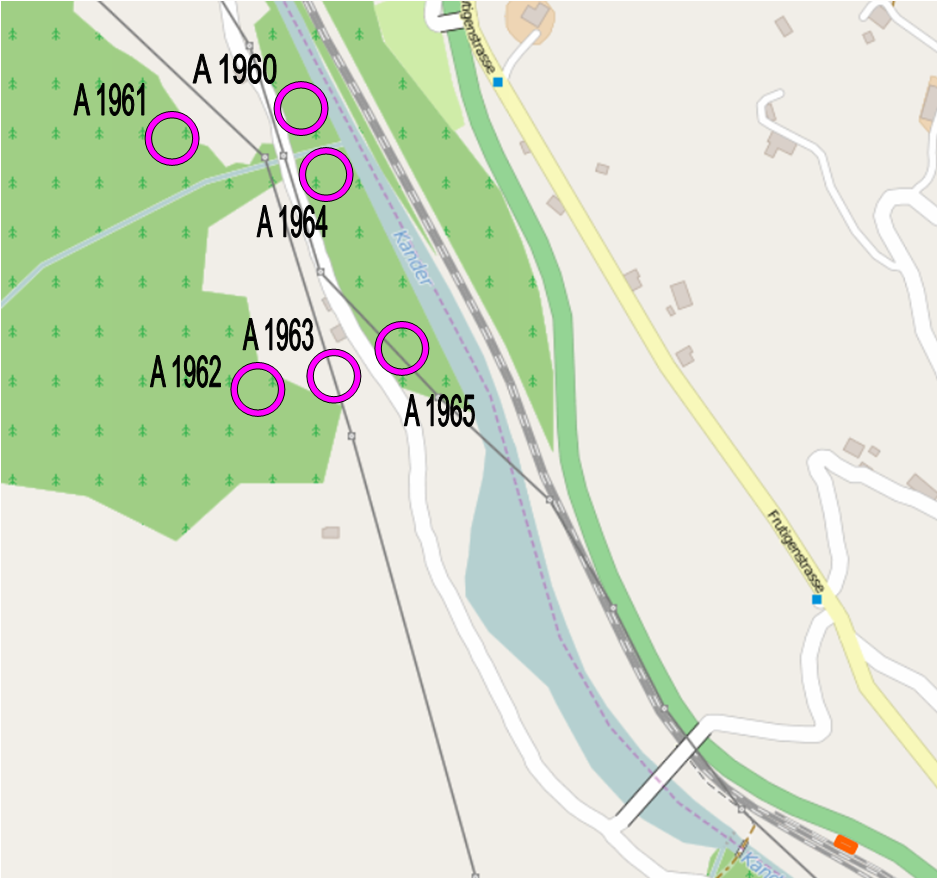
Artilleriestellung Heustrich

Mit den vier Artillerieschilde Heustrich (Armeebezeichnung «Strick» A 1960–1963) wurden für die mobile Artillerie feste verbunkerte Stellungen geschaffen. Die Anlage wurde von der Schweren Motorkanonenbatterie (Sch Mot Kan Bttr) 106 der Artillerieabteilung 3 der 3. Division betrieben, die ihren Kommandoposten im KP Heinrich hatte.
Die vier Geschützbunker mit zwei Unterständen (A 1964, A 1965) befinden sich am Fuss des Niesen vor dem – heute abgerissenen – Bahnhof Heustrich-Emdtal.
Mit dem Bau wurde im Juli 1942 begonnen. Dazu musste die Strasse von Heustrich nach Mülenen 200 Meter verlängert und die Brücke verstärkt werden. Im Juni 1944 wurde die verbunkerte Stellung der Truppe übergeben.
Die Bewaffnung bestand aus vier 10,5 cm Kanonen auf Feldlafetten, die in diesen Stellungen nur artilleristisch eingesetzt werden konnten.
- Artillerieschild A 1960 ⊙
- Artillerieschild A 1961 ⊙
- Artillerieschild A 1962 ⊙
- Artillerieschild A 1963 ⊙

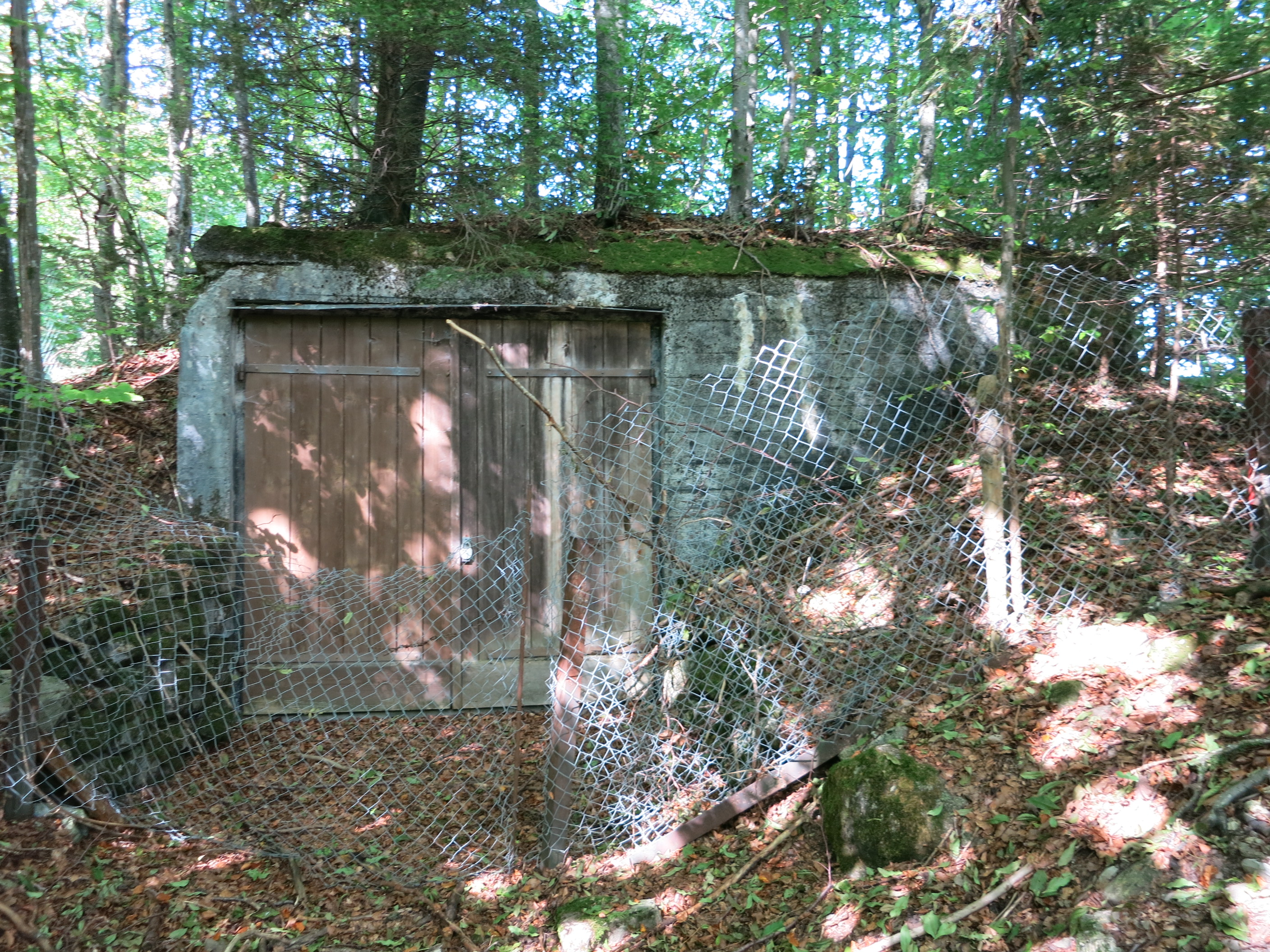
Artillerieschild A 1961
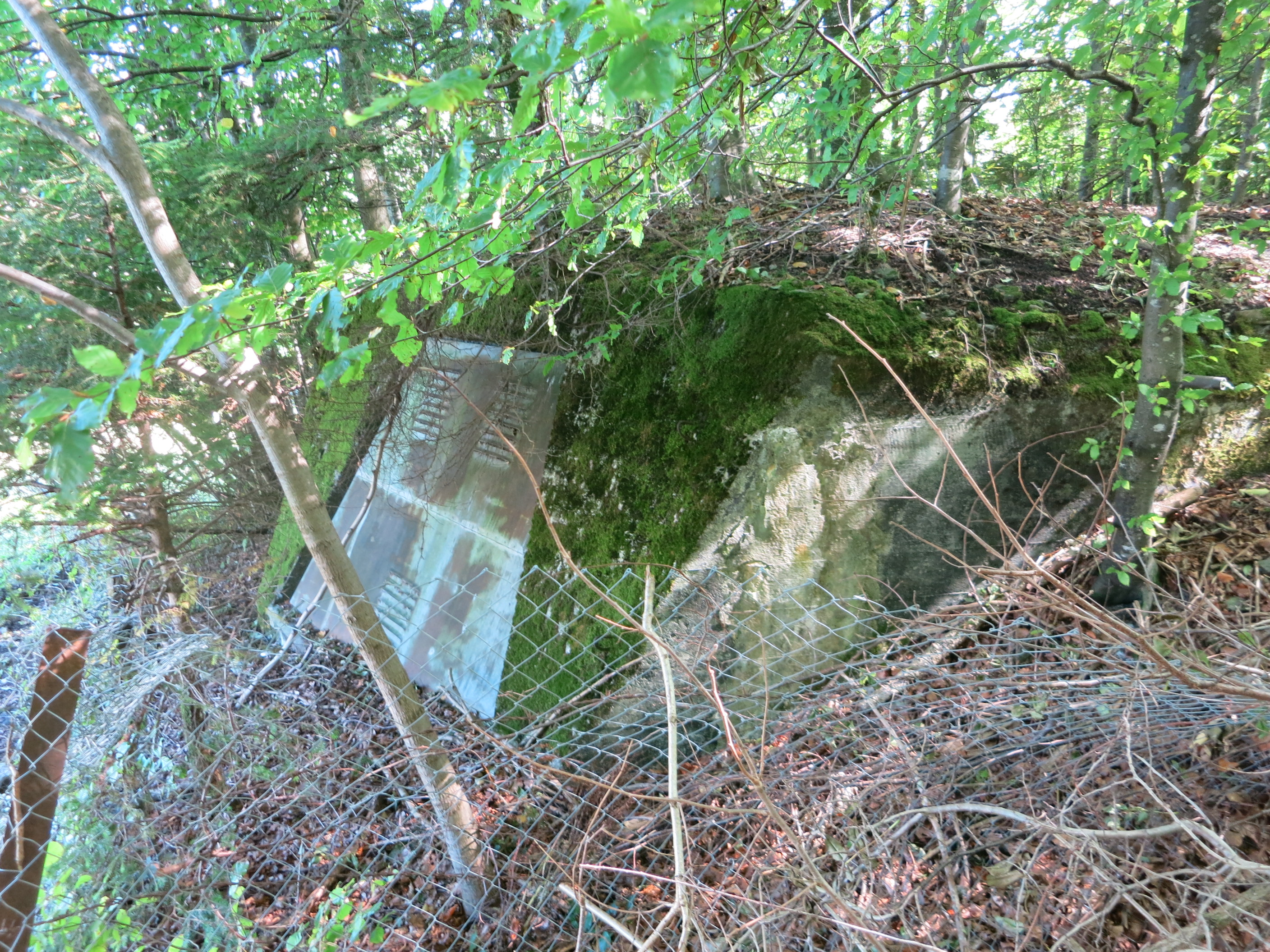
Artillerieschild A 1961 Scharte

## Sperrstelle Reichenbach-Frutigen
Die Sperrstelle (Armeebezeichnung Nr. 2143) bestand aus den beiden Sperrgruppen Reichenbach und Frutigen. Frutigen war Strassenknotenpunkt und KP-Standort. Das Ter Bat 170 war zuständig für den Raum Frutigen («Kampfgruppe Frutigen») zuständig. Die Sperrobjekte in diesem Raum wurden vom Selbstständigen Zerstörungsdetachement 64 betrieben.

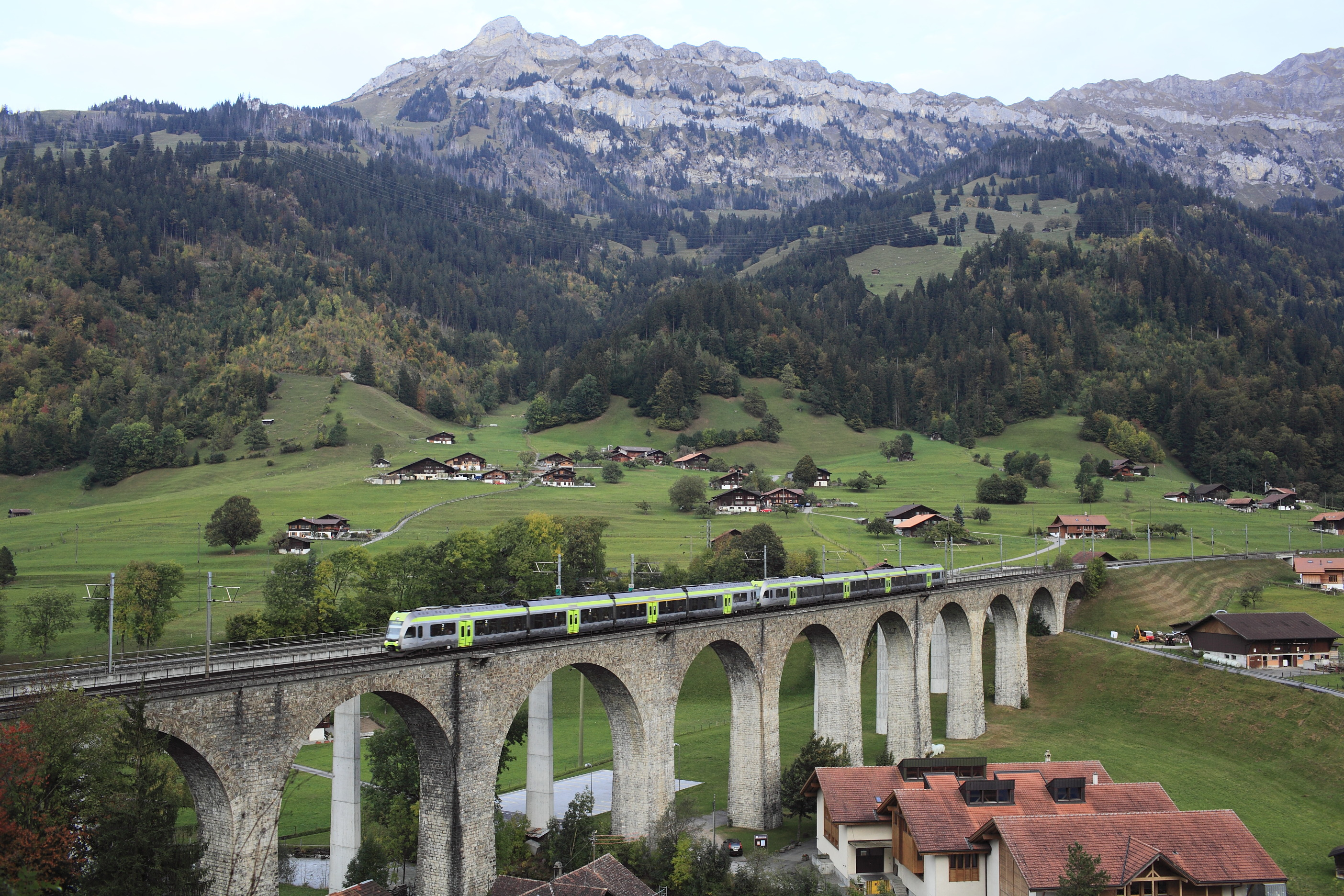
Sprengobjekt M 2817 Kanderviadukt Frutigen

- Kommandoposten KP Ter Bat 175 Märitplatz Frutigen (zugeschüttet) ⊙
- Kaverne 1 Grassi A 1983 Übermittlung ⊙
- Kaverne 2 Grassi A 1984 Übermittlung ⊙
- Bunker/Kaverne 3 Grassi A 1985 Übermittlung	⊙
- Kaverne 4 Grassi A 1986 Übermittlung	⊙
- Kaverne 5 Grassi A 1987 Übermittlung ⊙
- Kaverne 6 Grassi A 1988 Übermittlung ⊙
- Kugelbunker Kubu (Zündstelle ZMS zu M2810) F 16567 ⊙
- Sprengobjekt Strassenbrücke Kander (Holzbrücke) M 2810		⊙
- Sprengobjekt Bahnbrücke Kander BLS  M 2811		⊙
- Sprengobjekt Strassenbrücke Kander M 2812		⊙
- Sprengobjekt Engstligenbrücke Bahn M 2813		⊙
- Sprengobjekt Engstligenbrücke Bahnhof M 2814		⊙
- Sprengobjekt Engstligenbrücke Dorf M 2815		⊙
- Sprengobjekt Schwandibrücke (alte Holzbrücke) M 2816	⊙
- Sprengobjekt Viadukt M 2817 ⊙
- Zündstelle für M 2817 F 16600		⊙
- Sprengobjekt Flugplatz M 3109	⊙
- Sprengobjekt Tankanlage Flugplatz Reichenbach M 3110	⊙
- Barrikade Strasse Kien T 1177	⊙

## Sperrstelle Blausee-Mitholz
Die Sperrstelle Blausee-Mitholz (Armeebezeichnung Nr. 2145) umfasste mehrere Sprengobjekte, um die BLS-Bahnlinie nach Kandersteg und durch den Lötschberg zu unterbrechen.
- Sprengobjekt Haltenwald-Viadukt M 2818 ⊙
- Sprengobjekt Fürthfluh-Viadukt M 2819	⊙
- Sprengobjekt Fürten-Viadukt M 2820 ⊙
- Sprengobjekt Felsenburg-Viadukt M 2821 ⊙
- Sprengobjekt Rotbach-Viadukt M 2822 ⊙
- Sprengobjekt Lötschbergtunnel Nord BLS M 2823 ⊙
- Sprengobjekt Bühlstutz/Strasse M 2824 ⊙
- 12 cm Festungsminenwerfer 59/83 A 2062